# Tiwi, Albay
Tiwi là đô thị hạng 2 ở tỉnh Albay, Philippines. Theo điều tra dân số năm 2015 của NSO, đô thị này có dân số 53.120 people người trong.
Tại đô thị này có các suối nước nóng. Gần đó có nhà máy điện địa nhiệt.

## Các khu phố (barangay)
Tiwi được chia thành 25 khu phố (barangay).
| - Bagumbayan - Bariis - Baybay - Belen (Malabog) - Biyong - Bolo - Cale - Cararayan - Coro-coro - Dap-dap - Gajo - Joroan - Libjo | - Libtong - Matalibong - Maynonong - Mayong - Misibis - Naga - Nagas - Oyama - Putsan - San Bernardo - Sogod - Tigbi (Poblacion) |